# Karma Chhoden
Karma Chhoden (ur. 13 czerwca 1966)  – bhutańska łuczniczka, olimpijka.
Wzięła udział w Letnich Igrzyskach Olimpijskich 1984 w Los Angeles, gdzie odpadła w rundzie wstępnej. Ostatecznie zdobyła 2086 punktów, przez co została sklasyfikowana na 46. miejscu, wyprzedzając Wong-Lau So Han z Hongkongu.